# گشر
شهر گشر (گشا) در ایالت نوردراین-وستفالن در کشور آلمان واقع شده‌است.